# Галерия на битките (Версай)
Галерията на битките (на френски Galerie des Batailles) е голяма зала във Версайския дворец край Париж, Франция.
В нея са събрани 33 големи картини на военна тематика, разкриващи някои от най-големите победи на френската армия в историята. Създадена е през 1837 г. като част от музея, уреден в двореца, по инициатива на тогавашния крал Луи-Филип Орлеански.

## Създаване
През 1830 г. в Париж избухва Юлската революция. Династията на Бурбоните (Шарл X) е отстранена окончателно от престола и той е даден на Луи-Филип, представител на втория клон на династията - Орлеанския. Новият владетел се заема енергично с управлението, показвайки много по-либерални виждания. Повлиян от популярния историк и министър Франсоа Гизо, той решава да уреди във Версайския дворец музей, чиято ключова част да бъде голяма картинна галерия, посветена на „цялата слава на Франция“ (toutes les gloires de la France). За целта Луи-Филип поръчва или закупува 33 картини на обща стойност 23 млн. франка, както и над сто скулптурни бюста на известни генерали и маршали, загинали в битки. За да се осигури пространство, са разрушени част от апартаментите на кралицата, а архитектът Леонар Фонтен се заема с вътрешното оформление. Работата трае четири години (1833 - 1837). Открита е официално на 10 юни 1837 г.

## Описание
Това е най-голямата зала във Версайския дворец, дълга 120 м и широка 13 м. Тя заема почти целия първи етаж на южното крило. Четирите най-големи картини са от предишните периоди (Първата империя и Реставрацията), останалите са създадени специално за галерията. Обхванат е огромен исторически период: от битката при Толбиак на първия франкски крал Хлодвиг (496) до победата на Наполеон I при Ваграм (1809). Вътрешната декорация наподобява голямата галерия в Лувъра, оформена по времето на Наполеон І. Колони в гръцки стил, мраморна облицовка и дълъг стъклен покрив придават на залата изключително тържествена атмосфера.

## Картини
| №  | Заглавие                                           | Описание | Художник              |
| -- | -------------------------------------------------- | --- | --------------------- |
| 1  | Битката при Толбиак                                | Известна и като битката при Цюлпих - победа на Хлодвиг I над нахлуващите алемани (496)                                                                                               | Ари Шефер             |
| 2  | Битката при Поатие                                 | Битката при Поатие между франките на Карл Мартел и арабите (732) | барон Карл фон Щойбен |
| 3  | Карл Велики в Падерборн                            | Епизод от Саксонските войни на Карл Велики, когато приема капитулацията на саксонския крал Витикинд (785)                                                                            | Ари Шефер             |
| 4  | Граф Од защитава Париж от норманите                | Епизод от вигингските нашествия от 855 г. | Жан-Виктор Шнец       |
| 5  | Битката при Бувин, 27 юли 1214                     | Победа на Филип ІІ срещу англичаните във Фландрия | Орас Верне            |
| 6  | Битката при Тайбург, 21 юли 1242                   | Победа на Луи IX над англичаните | Йожен Дьолакроа       |
| 7  | Битката при Монс-ан-Певел, 18 август 1304          | Победа на Филип IV Хубави над фламандците | Шарл-Филип Ларивиер   |
| 8  | Битката при Касел, 23 август 1328                  | Победа на Филип VI над фламандците | Анри Шефер            |
| 9  | Битката при Кошрел, 16 май 1364                    | Битка между френската (Бертран Дю Геклен) и наварската армия | Шарл-Филип Ларивиер   |
| 10 | Влизането на Жана д'Арк в Орлеан, 8 май 1429       | Епизод от Стогодишната война, след обсадата на Орлеан | Анри Шефер            |
| 11 | Битката при Кастийон, 17 юли 1453                  | Битката при Кастийон е финална за Стогодишната война - победа над англичаните и прогонването им от Франция                                                                           | Шарл-Филип Ларивиер   |
| 12 | Влизането на Шарл VIII в Неапол, 12 май 1495       | Епизод от Италианските войни | Елой Фермен Ферон     |
| 13 | Битката при Мариняно, 14 септември 1515            | Битката при Мариняно е решителна в третата Италианска война, победа на Франсоа I срещу швейцарците                                                                                   | Александър Фрагонар   |
| 14 | Превземането на Кале, 9 януари 1558                | Франсоа дьо Гиз отнема тази последна английска крепост на френска земя | Франсоа-Едуар Пико    |
| 15 | Влизането на Анри IV в Париж, 22 май 1594          | Епизод от Войната на католическата лига и фактически край на Френските религиозни войни                                                                                              | Франсоа Жерар         |
| 16 | Битката при Рокроа, 19 май 1643                    | Битката при Рокроа (Тридесетгодишна война) е решителна за пречупването на испанската военна мощ и същевременно впечатляващ успех на едва 20-годишния тогава Луи II дьо Конде         | Франсоа-Жозеф Хайм    |
| 17 | Битката при Ланс, 20 август 1648                   | Последна битка от Тридесетгодишната война и нова победа на Конде над испанците | Жан-Пиер Франк        |
| 18 | Битката при Дюните, 14 юни 1658                    | Битката при Дюните е финална за Френско-испанската война - маршал Тюрен побеждава испанците, на чиято страна са сражава и Конде                                                      | Шарл-Филип Ларивиер   |
| 19 | Превземането на Валансиен от Луи XIV, 17 март 1677 | Епизод от Холандската война на Луи ХІV | Жан Ало               |
| 20 | Битката при Марсаля, 4 октомври 1693               | Битката при Марсаля е победа на Никола Катина срещу савойската армия в хода на Деветгодишната война                                                                                  | Йожен Девериа         |
| 21 | Битката при Вилависиоса, 10 декември 1710          | Битката при Вила Висиоса е част от Войната за испанското наследство - победа на маршал Бервик над силите на претендента Карлос ІІІ                                                   | Жан Ало               |
| 22 | Битката при Денен, 24 юли 1712                     | Битката при Денен е финална за Войната за испанското наследство - маршал Вилар побеждава малък холандски корпус                                                                      | Жан Ало               |
| 23 | Битката при Фонтеноа, 11 май 1745                  | Битката при Фонтеноа е сред най-известните победи на френската армия - през Войната за австрийското наследство маршал дьо Сакс побеждава обединена англо-холандско-австрийска войска | Орас Верне            |
| 24 | Битката при Лауфелд, 2 юли 1747                    | Още една победа на Сакс от Войната за австрийското наследство | Огюст Куде            |
| 25 | Падането на Йорктаун                               | Решителен момент от Войната за независимост на Америка (1781) - генералите Рошамбо и Вашингтон приемат капитулацията на лорд Корнуолис                                               | Огюст Куде            |
| 26 | Битката при Фльорюс                                | Битката при Фльорюс (1794) е решителна победа на генерал Журдан над австрийците по време на Френските революционни войни                                                             | Жан-Батист Мозес      |
| 27 | Битката при Риволи, 17 януари 1797                 | Битката при Риволи е победа на генерал Бонапарт над австрийците през Войната на първата коалиция                                                                                     | Феликс Филипото       |
| 28 | Битката при Цюрих, 25 септември 1799               | Втората битка при Цюрих (Война на втората коалиция) е победа на Андре Масена над руско-германската армия                                                                             | Франсоа Бушо          |
| 29 | Битка при Хоенлинден, 3 декември 1800              | Битката при Хоенлинден е решителна победа на Жан Виктор Моро в Германия през Войната на втората коалиция                                                                             | Анри Фредерик Шопен   |
| 30 | Битката при Аустерлиц, 2 декември 1805             | Битката при Аустерлиц е най-голямата победа на Наполеон Бонапарт над руско-австрийските войски (Наполеонови войни)                                                                   | Франсоа Жерар         |
| 31 | Битката при Йена, 14 октомври 1806                 | Битката при Йена-Ауерщет (Война на четвъртата коалиция) е победа на Наполеон Бонапарт над пруската армия                                                                             | Орас Верне            |
| 32 | Битката при Фридланд, 14 юни 1807                  | Битката при Фридланд е победа на Наполеон над руската армия | Орас Верне            |
| 33 | Битката при Ваграм, 6 юли 1809                     | Битката при Ваграм (Война на петата коалиция) е победа на Наполеон над австрийската армия                                                                                            | Орас Верне            |

- Битката при Толбиак, Ари Шефер
- Битката при Поатие (732), барон Щойбен
- Превземането на Кале, Франсоа-Едуар Пико
- Битката при Ланс, Пиер Франк
- Превземането на Йорктаун, Огюст Куде
- Битката при Фридланд, Орас Верне

## Бюстове
Между картините са разположени 118 бюста на значими френски офицери, загинали на бойното поле. Между тях са:
- Готие дьо Бриен - в битката при Поатие (1356);
- Жан дьо Виен, адмирал - в битката при Никопол (1396);
- Шарл Смели, херцог на Бургундия - в битката при Нанси (1477);
- Гастон дьо Фоа - в битката при Равена (1512);
- Пиер Терай, сеньор дьо Баяр - 1524;
- Антоан дьо Бурбон, крал на Навара - при обсадата на Руан (1562);
- Ан дьо Монтморанси - в битката при Сен Дени (1567);
- Анри дьо Тюрен - в битката при Залцбах (1675);
- Херцог дьо Бервик - при обсадата на Филипсбург (1734);
- Жан-Батист Клебер - в Кайро (1800);
- Жан Лан - в битката при Асперн-Еслинг (1809);
- Жозеф-Антоан, принц Понятовски - в битката при Лайпциг (1813);
- Жан-Батист Бесиер - в битката при Люцен (1813);